# Birjusa
La Birjusa (in russo Бирюса?) è un fiume della Russia siberiana orientale, ramo sorgentifero di sinistra della Taseeva (bacino idrografico dell'Angara). Scorre nei rajon Nižneudinskij e Tajšetskij dell'oblast' di Irkutsk e nei rajon Abanskij, Taseevskij e Bogučanskij del Territorio di Krasnojarsk.
Nasce dal versante settentrionale dei monti Saiani Orientali e prende direzione mediamente settentrionale; circa verso la metà del percorso, alcune decine di chilometri dopo aver toccato Birjusinsk (il maggior centro urbano incontrato dal fiume) piega decisamente verso ovest-nordovest fino a unirsi con la Čuna per formare la Taseeva. Il fiume ha una lunghezza di 1 012 km e il suo bacino è di 55 800 km². I maggiori affluenti ricevuti nella sua corsa sono Tagul, Tumanšet e Pojma da destra, Malaja Birjusa e Toporok da sinistra.
Il fiume è gelato, mediamente, da novembre ad aprile.